# ما شياوشو
ما زياو زو (بالصينية: 马晓旭)، من مواليد 1988، وهي لاعبة كرة قدم صينية، وتلعب مع نادي داليان شيد ومنتخب الصين لكرة القدم للنساء.
و قد فازت ما في كأفضل لاعبة في آسيا وكأفضل لاعب صاعد في آسيا في عام 2006.

## روابط خارجية
- ما شياوشو على موقع الاتحاد الدولي (مؤرشف)  (الإنجليزية)
- ما شياوشو على موقع قاعدة بيانات كرة القدم.إي يو (الإنجليزية)
- ما شياوشو على موقع كووورة
- ما شياوشو على موقع أوليمبيديا (الإنجليزية)
- ما شياوشو على موقع اللجنة الأولمبية الصينية (الإنجليزية)